# Ixodes hearlei
Ixodes hearlei este o specie de căpușe din genul Ixodes, familia Ixodidae, descrisă de Charles Stuart Gregson în anul 1941. Conform Catalogue of Life specia Ixodes hearlei nu are subspecii cunoscute.